# Cyphorhinus thoracicus
Cyphorhinus thoracicus е вид птица от семейство Troglodytidae.

## Разпространение
Видът е разпространен в Боливия, Колумбия, Еквадор и Перу.